# Bobbio Pellice
Bobbio Pellice (en français Bobi) est une commune italienne de la ville métropolitaine de Turin, dans la région Piémont.

## Administration
| Période                                  | Période  | Identité        | Étiquette | Qualité       |
| ---------------------------------------- | -------- | --------------- | --------- | ------------- |
| 14 juin 2004                             | En cours | Giuseppe Berton |           | centre gauche |
| Les données manquantes sont à compléter. |          |                 |           |               |

### Hameaux
Payant, Laus, Chiot.

### Communes limitrophes
Crissolo, Prali, Villar Pellice, Torre Pellice.

### Jumelage
- Wächtersbach (Allemagne) depuis 2005[2].